# Fuerte de la Concepción

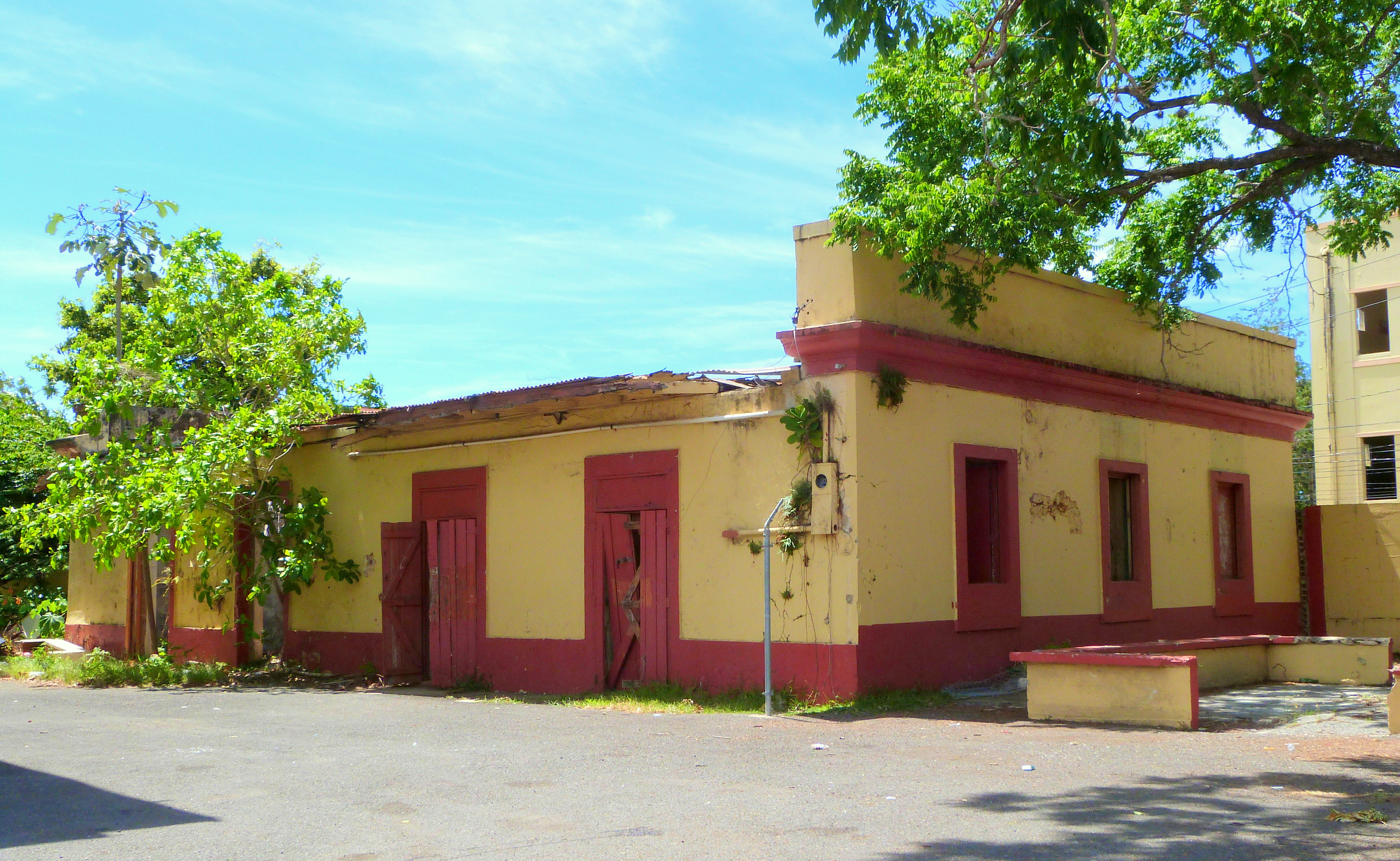
Edificio que constituye el único testimonio del fuerte de la Concepción o batería San Carlos.

El Fuerte de la Concepción también conocido como Fortín de la Concepción o Batería San Carlos( en inglés: Fort of the Conception  ) fue una fortaleza militar española del siglo XIX en Aguadilla, Puerto Rico.
Su construcción fue iniciada en 1795 para la defensa ante los ataques ingleses que culminaron en el ataque a Puerto Rico de 1797. Otros autores fechan la edificación en 1823. En 1830 contaba, además de con cuartel, con hospital para veteranos y para 1878 estaba equipado con once piezas de artillería, veinticinco soldados e igual dotación de infantería.
Quedó afectado por el terremoto de 1918 y en 1920 se empleó para alojar la Escuela Superior. En 1986, el único edificio sobreviviente del fuerte se incluyó en el Registro Nacional de Lugares Históricos de EE. UU.